# Sarphatipark 9-17
De panden Sarphatipark 9-17 bestaan uit een vijftal identieke gebouwen aan het Sarphatipark (zowel park als straat) in De Pijp te Amsterdam-Zuid. 
Het betreft vijf herenhuizen (soms met kantoor aan huis) volgens eenzelfde ontwerp (soms gespiegeld) in de eclectische bouwstijl. Een eigenaardigheid aan de gebouwen is dat alle verdiepingen hier balkons hebben, terwijl overige panden soms slechts maar één of in het geheel geen balkon hebben. De balkonafscheidingen zijn daarbij van siersmeedwerk en bolvormig. De vijf gebouwen hebben opvallende dakkapellen.
Bij de toekenning van de monumentstatus werd nummer 9 in eerste instantie buiten de deur gehouden. De reden daarvoor is wellicht, dat het gebouw toen al "ontsierd" werd door zonneschermen.